# World Rugby Sevens Series femminili
Le World Rugby Sevens Series femminili sono una serie di eventi internazionali gestiti da World Rugby e destinati alle squadre nazionali di rugby a 7. Alla fine della competizione, i risultati ottenuti in ciascun singolo evento concorrono a formare una classifica finale per l'assegnazione del titolo alla squadra che ha totalizzato più punti.
Il torneo è stato istituito a partire dalla stagione 2012-13, prevedendo un formato simile al già esistente analogo torneo maschile. L'edizione inaugurale, vinta dalla Nuova Zelanda, era composta da composta da quattro differenti eventi ospitati rispettivamente in Dubai, Stati Uniti d'America, Cina e Paesi Bassi.
Con l'ammissione del rugby a 7 tra gli sport olimpici, con il debutto a Rio de Janeiro 2016, la classifica finale dell'intero torneo concorre periodicamente a determinare una quota di quattro squadre qualificate alle Olimpiadi (le prime quattro utilmente collocate).

## Edizioni
| Stagione  | Campione                                      | Punti                                         | Seconda                                       | Punti                                         | Terza                                         | Punti                                         | Quarta                                        | Punti                                         |
| --------- | --------------------------------------------- | --------------------------------------------- | --------------------------------------------- | --------------------------------------------- | --------------------------------------------- | --------------------------------------------- | --------------------------------------------- | --------------------------------------------- |
| 2012-2013 | Nuova Zelanda                                 | 74                                            | Inghilterra                                   | 60                                            | Canada                                        | 52                                            | Stati Uniti                                   | 48                                            |
| 2013-2014 | Nuova Zelanda                                 | 96                                            | Australia                                     | 92                                            | Canada                                        | 80                                            | Inghilterra                                   | 60                                            |
| 2014-2015 | Nuova Zelanda                                 | 108                                           | Canada                                        | 96                                            | Australia                                     | 94                                            | Inghilterra                                   | 76                                            |
| 2015-2016 | Australia                                     | 94                                            | Nuova Zelanda                                 | 80                                            | Canada                                        | 74                                            | Inghilterra                                   | 74                                            |
| 2016-2017 | Nuova Zelanda                                 | 116                                           | Australia                                     | 100                                           | Canada                                        | 98                                            | Figi                                          | 66                                            |
| 2017-2018 | Australia                                     | 92                                            | Nuova Zelanda                                 | 90                                            | Francia                                       | 68                                            | Canada                                        | 60                                            |
| 2018-2019 | Nuova Zelanda                                 | 110                                           | Stati Uniti                                   | 100                                           | Canada                                        | 94                                            | Australia                                     | 86                                            |
| 2019-2020 | Nuova Zelanda                                 | 96                                            | Australia                                     | 80                                            | Canada                                        | 80                                            | Francia                                       | 70                                            |
| 2020-2021 | Cancellata a causa della pandemia di COVID-19 | Cancellata a causa della pandemia di COVID-19 | Cancellata a causa della pandemia di COVID-19 | Cancellata a causa della pandemia di COVID-19 | Cancellata a causa della pandemia di COVID-19 | Cancellata a causa della pandemia di COVID-19 | Cancellata a causa della pandemia di COVID-19 | Cancellata a causa della pandemia di COVID-19 |
| 2021-2022 | Australia                                     | 80                                            | Francia                                       | 60                                            | Figi                                          | 60                                            | Irlanda                                       | 60                                            |
| 2022-2023 | Nuova Zelanda                                 | 136                                           | Australia                                     | 118                                           | Stati Uniti                                   | 108                                           | Francia                                       | 92                                            |

## Formato
In un evento partecipano 12 squadre divise in tre gironi composti da quattro formazioni. Sono attribuiti 3 punti per la vittoria, 2 per il pareggio, uno per la sconfitta, 0 se si dà forfait. A parità di punti sono considerati:
1. Confronto diretto.
2. Differenza punti.
3. Differenza mete.
4. Punti segnati.
5. Sorteggio.

In ogni torneo sono assegnati tre trofei, in ordine decrescente di prestigio sono: Cup, al vincitore dell'evento, Plate e Bowl. Ogni trofeo è assegnato alla fine dei confronti diretti. Durante ciascun evento le prime 8 squadre dei gironi avanzano per competere per la Cup e per il podio. 

### Squadre partecipanti
Le 11 squadre che prenderanno ufficialmente parte a tutti i tornei che compongono la serie, le cosiddette "core teams", vengono determinate tramite un sistema di promozione/retrocessione riguardante gli ultimi quattro posti disponibili.
Per la stagione 2019-20 le core teams sono:
- Australia
- Brasile
- Canada
- Figi
- Francia
- Inghilterra
- Irlanda
- Nuova Zelanda
- Russia
- Spagna
- Stati Uniti

## Punteggi
Il campionato ha una classifica determinata dai punti guadagnati in ogni torneo. Per tutti i tornei si può applicare il seguente programma:
- Vincitore della Cup (1º posto): 20 punti
- Medaglia d'argento: 18 p
- Medaglia di bronzo: 16 p
- 4º posto: 14 p
- 5º posto: 12 p
- 6º posto: 10 p
- 7º posto: 8 p
- 8º posto: 6 p
- Vincitore del Challenge trophy (9º posto): 4 p
- 10º posto: 3 p
- 11º posto: 2 p
- 12º posto: 1 p

Se due squadre sono a pari punti a fine stagione si usano i seguenti metodi per stabilire la classifica:
1. Differenza punti in stagione
2. Totale mete in stagione
3. Se non sono bastati i criteri sopra le squadre sono pari

## Riepilogo vittorie
| Squadra       | Campione | 2º posto | 3º posto | 4º posto |
| ------------- | -------- | -------- | -------- | -------- |
| Nuova Zelanda | 7        | 2        | 0        | 0        |
| Australia     | 3        | 4        | 1        | 1        |
| Canada        | 0        | 1        | 6        | 1        |
| Francia       | 0        | 1        | 1        | 2        |
| Inghilterra   | 0        | 1        | 0        | 3        |
| Stati Uniti   | 0        | 1        | 1        | 1        |
| Figi          | 0        | 0        | 1        | 1        |
| Irlanda       | 0        | 0        | 0        | 1        |

## Statistiche
Aggiornate alla stagione 2019-20.
| Maggior numero di punti |                  |               |       |
|                         | Nome             | Squadra       | Punti |
| 1                       | Ghislaine Landry | Canada        | 1356  |
| 2                       | Tyla Nathan-Wong | Nuova Zelanda | 1016  |
| 3                       | Portia Woodman   | Nuova Zelanda | 975   |
| 4                       | Alev Kelter      | Stati Uniti   | 802   |
| 5                       | Bianca Farella   | Canada        | 765   |

| Maggior numero di mete |                  |               |      |
|                        | Nome             | Squadra       | Mete |
| 1                      | Portia Woodman   | Nuova Zelanda | 195  |
| 2                      | Bianca Farella   | Canada        | 153  |
| 3                      | Ghislaine Landry | Canada        | 143  |
| 4                      | Ellia Green      | Australia     | 141  |
| 5                      | Michaela Blyde   | Nuova Zelanda | 136  |